# Amanu
Amanu (anche Timanu o Karereè) è un atollo nell'arcipelago delle isole Tuamotu nella Polinesia francese.

## Geografia
Si trova 900 km a est di Tahiti e 15 km a nord di Hao. L'atollo misura 29 km di lunghezza (da nord-est a sud-ovest) e 10 km di larghezza, ma presenta solamente 9,6 km² di superfici emerse. Il resto è costituito da una grande laguna centrale, la cui superficie ricopre 240 km². Ci sono due bocche navigabili per accedervi.
Amanu contava nel 2002 un totale di 162 abitanti. Il principale villaggio è Ikitake. Da un punto di vista amministrativo si trova nel comune di Hao.

## Storia
Il primo europeo ad arrivare sull'atollo di Amanu fu il navigatore spagnolo Pedro Fernández de Quirós il 12 febbraio 1606, nel suo viaggio attraverso il Pacifico.
L'esploratore russo Fabian Gottlieb von Bellingshausen visitò Amanu nel 1820 a bordo delle navi Mirni e Vostok. Chiamò questo atollo Moller.